# Чепик Василь Прокопович
Василь Прокопович Чепик (1 травня 1924, с. Чуйківка, Сумська округа, нині Шосткинського району Сумської області — жовтень 2010) — радянський військовик, автоматник мотострілецького батальйону 19-ї гвардійської механізованої бригади 8-го гвардійського механізованого корпусу 1-ї гвардійської танкової армії 1-го Білоруського фронту, гвардії молодший сержант.

## Життєпис
Народився 1 травня 1924 року в селі Чуйківка нині Шосткинського району Сумської області в селянській родині. Українець. Навчався в Київському залізничному технікумі. З травня по грудень 1943 року воював у партизанському загоні. У Червоній Армії з січня 1944 року. На фронті під час німецько-радянської війни з вересня 1944 року.
Автоматник мотострілецького батальйону 19-ї гвардійської механізованої бригади гвардії молодший сержант Василь Чопик 11 лютого 1945 року в бою біля населеного пункту Белілінаєць в числі перших увірвався у ворожу траншею і убив шість ворожих солдатів. За мужність і відвагу, проявлені в боях, 5 квітня 1945 року гвардії молодший сержант Чопик Василь Прокопович нагороджений орденом Слави 3-го ступеня.
12 лютого 1945 року при форсуванні річки Одер автоматник мотострілецького батальйону 19-ї гвардійської механізованої бригади В. П. Чепик знищив близько десяти ворожих солдатів і разом з іншими бійцями міцно утримував захоплений плацдарм до підходу основних сил механізованої бригади. За мужність і відвагу, проявлені в боях, 9 травня 1945 року гвардії молодший сержант Чопик Василь Прокопович повторно нагороджений орденом Слави 3-го ступеня.
У боях за населений пункт Кепенік 23 квітня 1945 року гвардії молодший сержант В. П. Чепик підібрався до ворожої самохідної машини і знищив його фаустпатроном. На вулицях столиці ворожої Німеччини — міста Берліна автоматник мотострілецького батальйону 19-ї гвардійської механізованої бригади Василь Чопик під кинджальним вогнем пробився до будинку, де засів противник, і автоматним вогнем знищив дев'ять ворожих солдатів і чотирьох взяв у полон. За мужність і відвагу, проявлені в боях, 6 листопада 1945 року гвардії молодший сержант Чопик Василь Прокопович нагороджений орденом Слави 2-го ступеня.
Наказом міністра оборони України від 8 травня 1993 року № 180 за зразкове виконання завдань командування в боях з німецькими загарбниками гвардії сержант у відставці Чопик Василь Прокопович повторно нагородженийорденом Слави 1-го ступеня, ставши повним кавалером ордена Слави. Нагорода вручена у грудні 1993 року в Сімферополі.
У 1948 році В. П. Чепик звільнений у запас. У 1950 році закінчив школу профспілкового руху у Москві. 1961 року приїхав у Крим на будівництво Північнокримського каналу. Мешкав у місті Сімферополі. До виходу на пенсію працював начальником відділу у тресті «Південьдорбуд». Був заступником голови Кримського відділення Українського товариства «Слава», головою секції Героїв Радянського Союзу Сімферополя. Помер у жовтні 2010 року.
Капітан. Нагороджений орденами Вітчизняної війни 1-го ступеня, Слави 1-ї, 2-ї і 3-го ступеня, медалями «За звільнення Варшави», «За взяття Кенігсберга», «За взяття Берліна», За порятунок потопаючих, іншими медалями.